# Clematis ispahanica
Clematis ispahanica är en ranunkelväxtart som beskrevs av Pierre Edmond Boissier. Clematis ispahanica ingår i släktet klematisar, och familjen ranunkelväxter. Inga underarter finns listade i Catalogue of Life.